# استون روترم
استون روترم (انگلیسی: Auston Rotheram; ۱۱ ژوئن ۱۸۷۶ – ۲۴ فوریهٔ ۱۹۴۷) چوگان‌باز اهل جمهوری ایرلند بود.

## زندگینامه
او در سالی‌مونت هاوس، شهرستان وستمیت به دنیا آمد و در چلتنهام درگذشت.
او به همراه پرسی اوریلی، جان هاردرس لوید و جان پل مک کان، یکی از اعضای تیم ایرلند بود که موفق به کسب مدال نقره شد. تیم ایرلند بخشی از تیم المپیک بریتانیا بود.